# Дніпропетровська обласна бібліотека для молоді імені М. Свєтлова

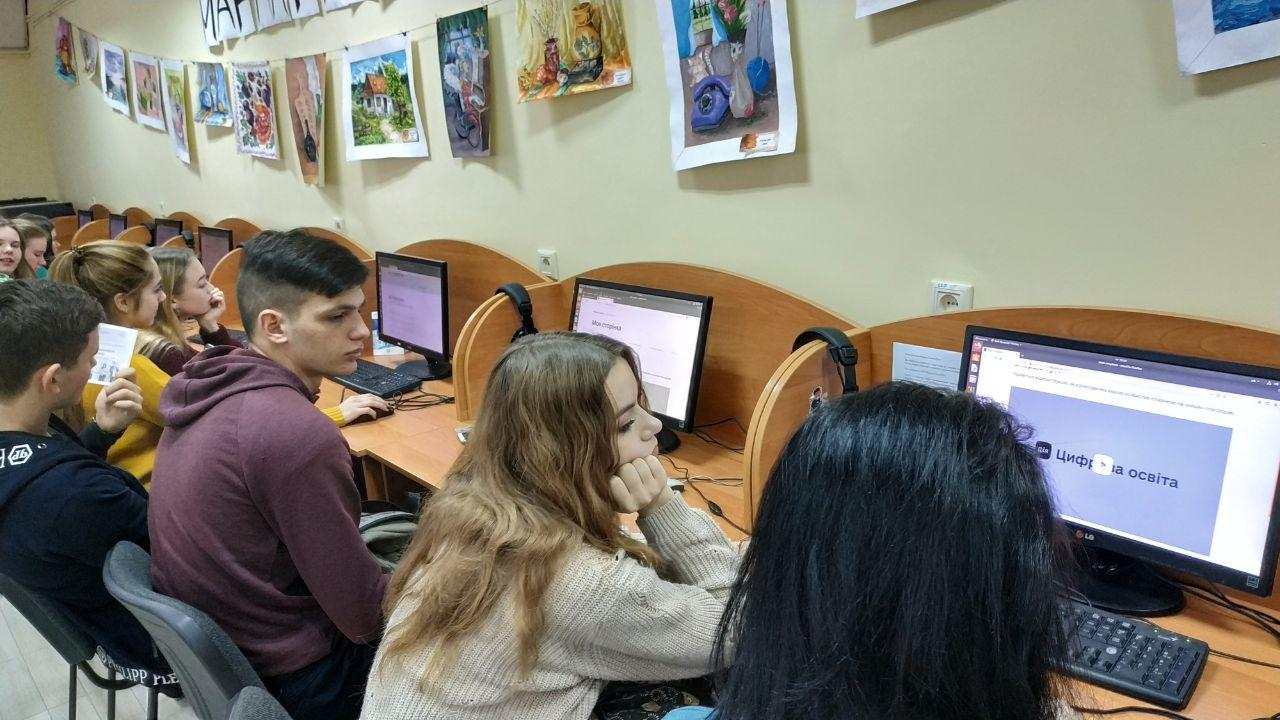
Вільний доступ до АРМ для користувачів

Дніпропетровська обласна бібліотека для молоді (повна офіційна назва: Комунальний заклад "Дніпропетровська обласна бібліотека для молоді" Дніпропетровської обласної  ради") – спеціалізована бібліотека, інформаційно-культурологічний центр для юнацтва та молоді, обласний методичний центр для бібліотекарів, що обслуговують юнацтво в бібліотеках Дніпропетровщини.

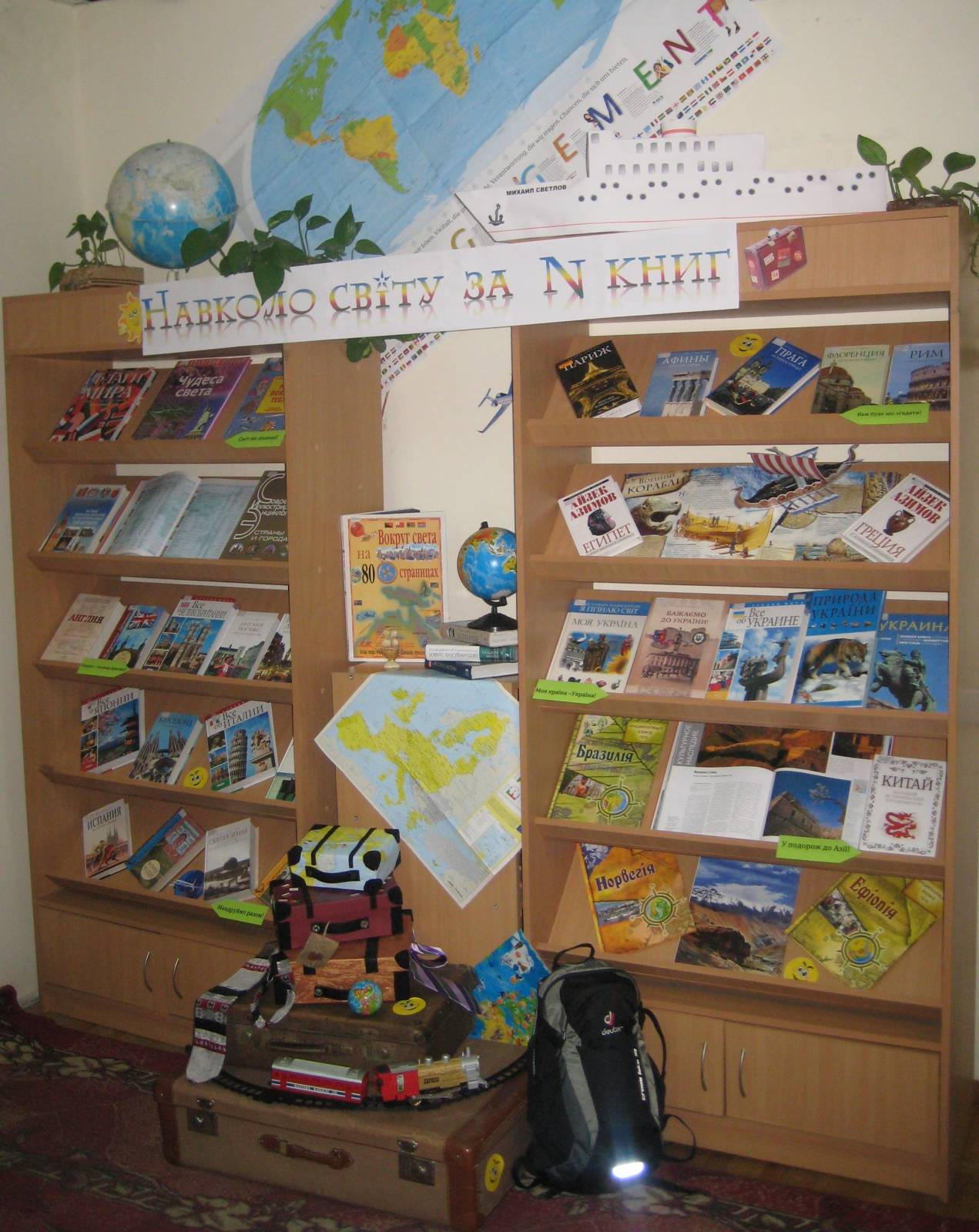
Романтика мандрівок сторінками книг.

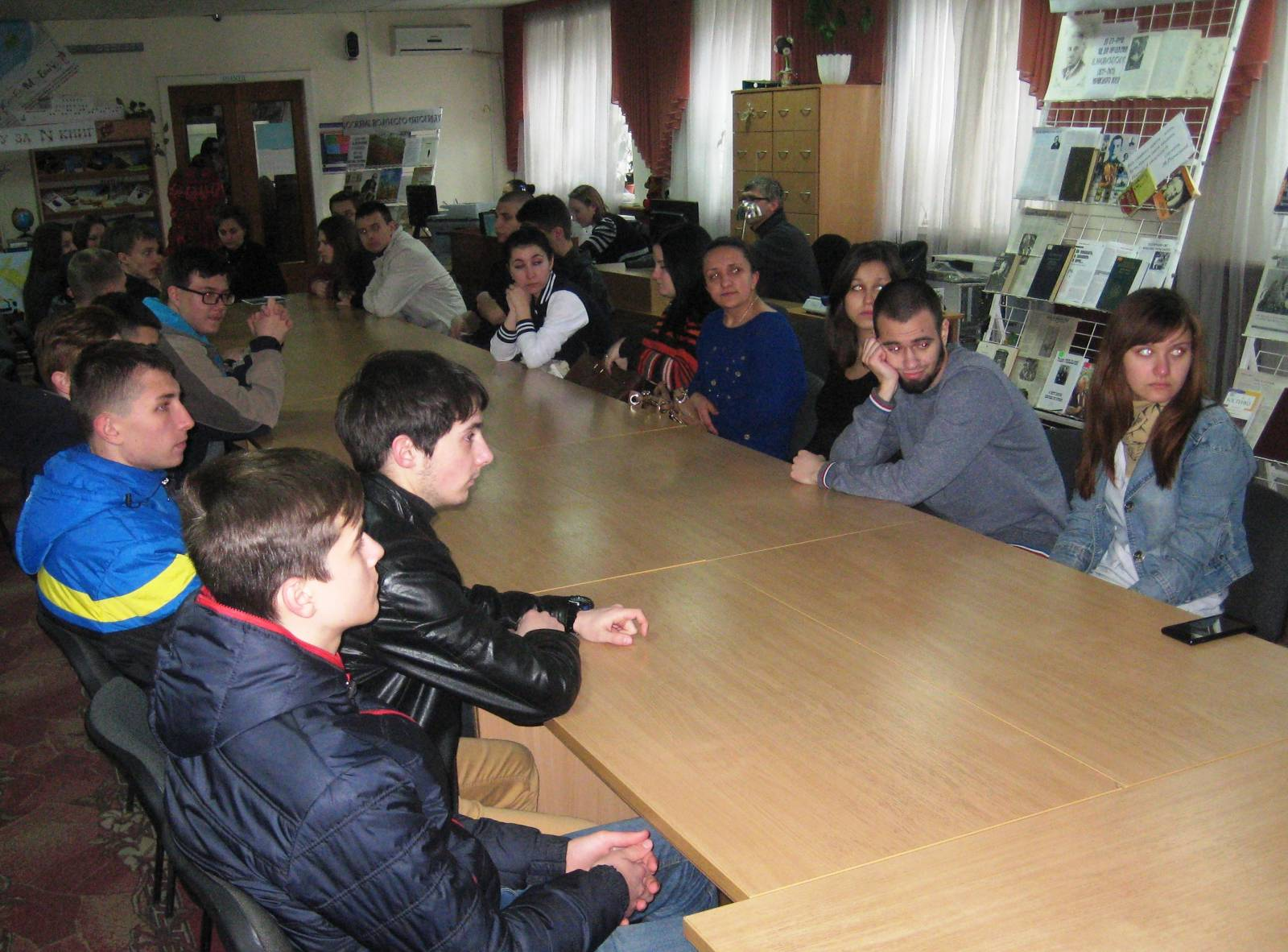
Захід у читальному залі.

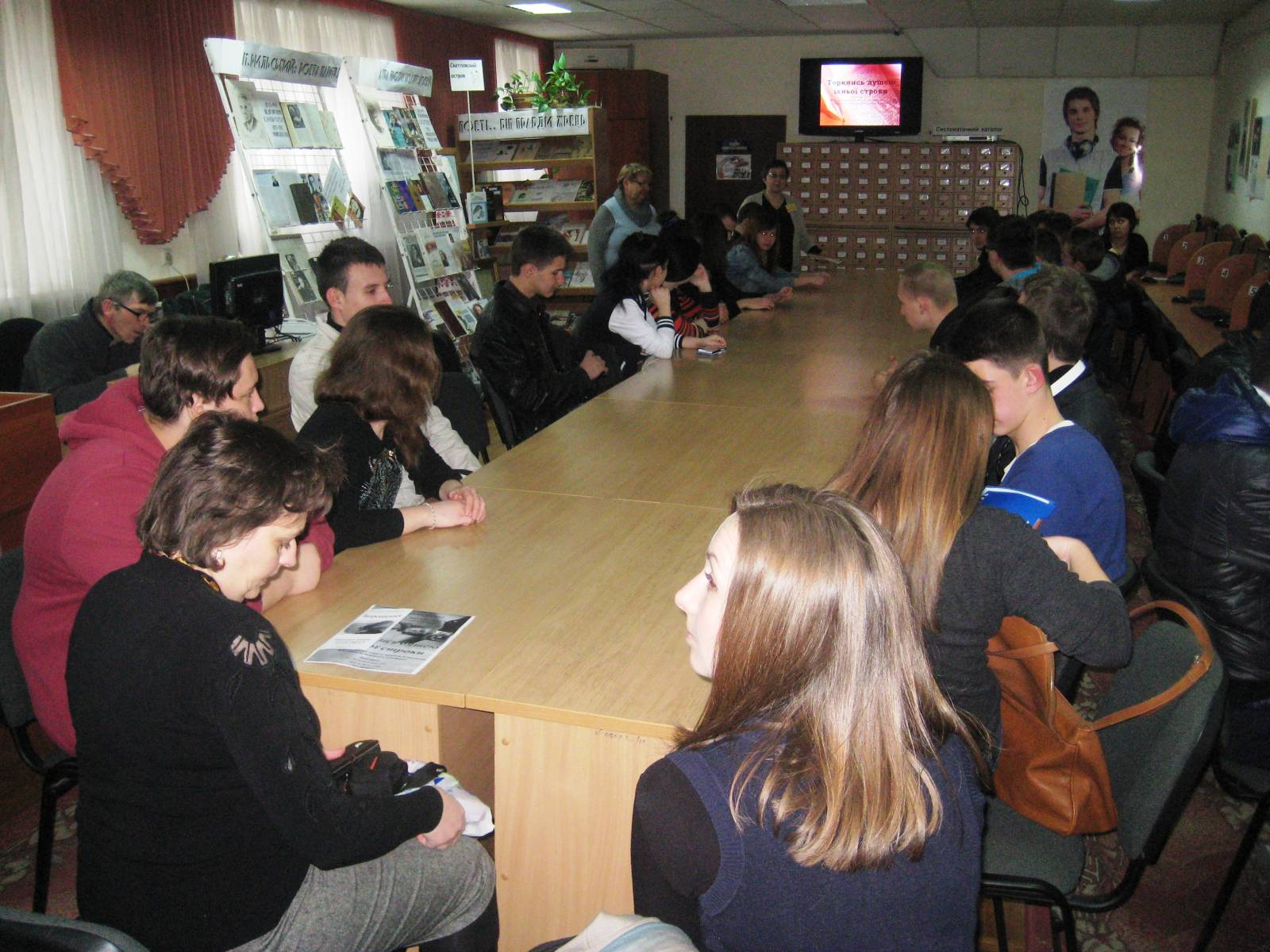
Знайомство з новинками літератури.

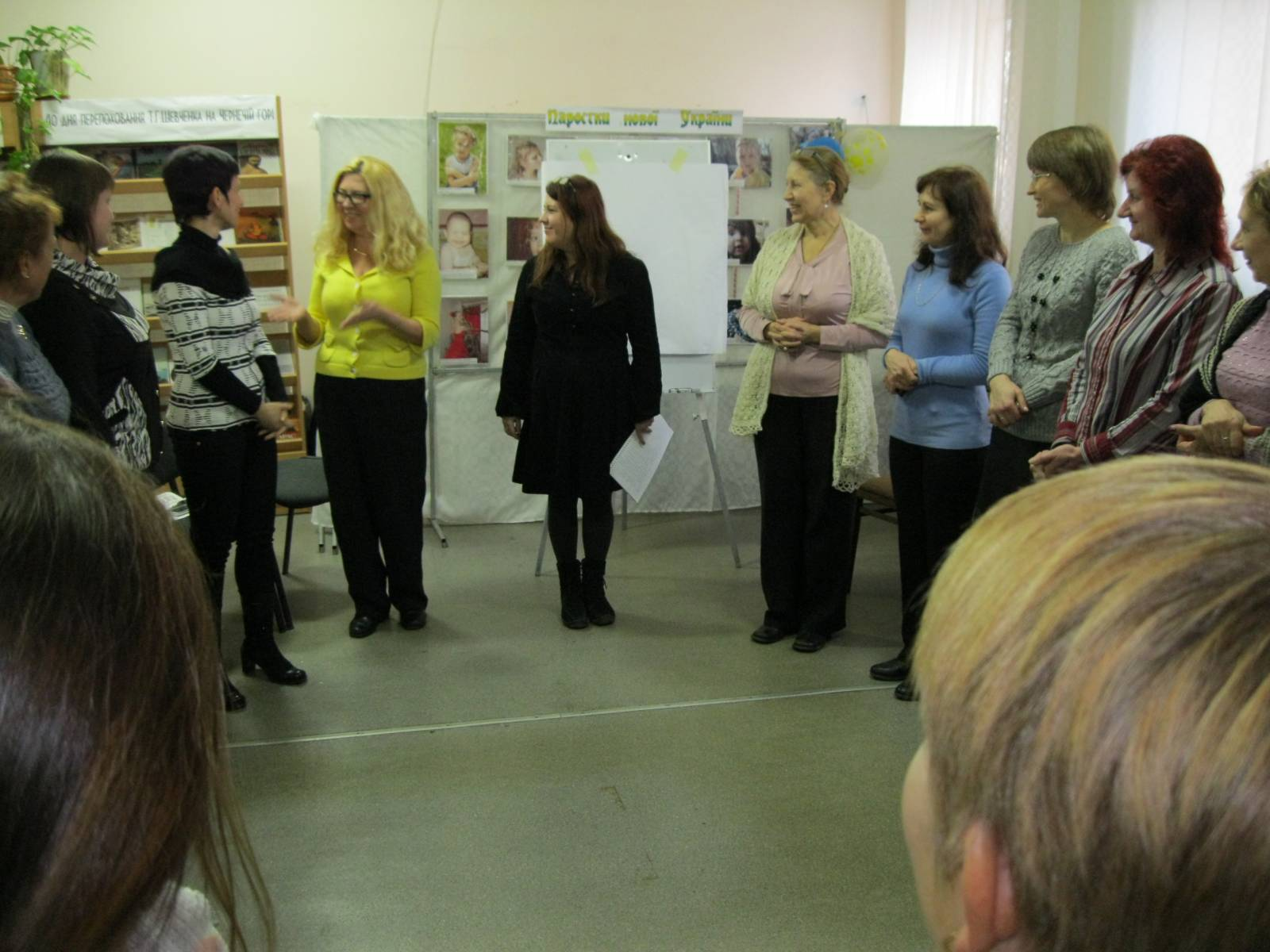
Вчимося долати конфлікти.

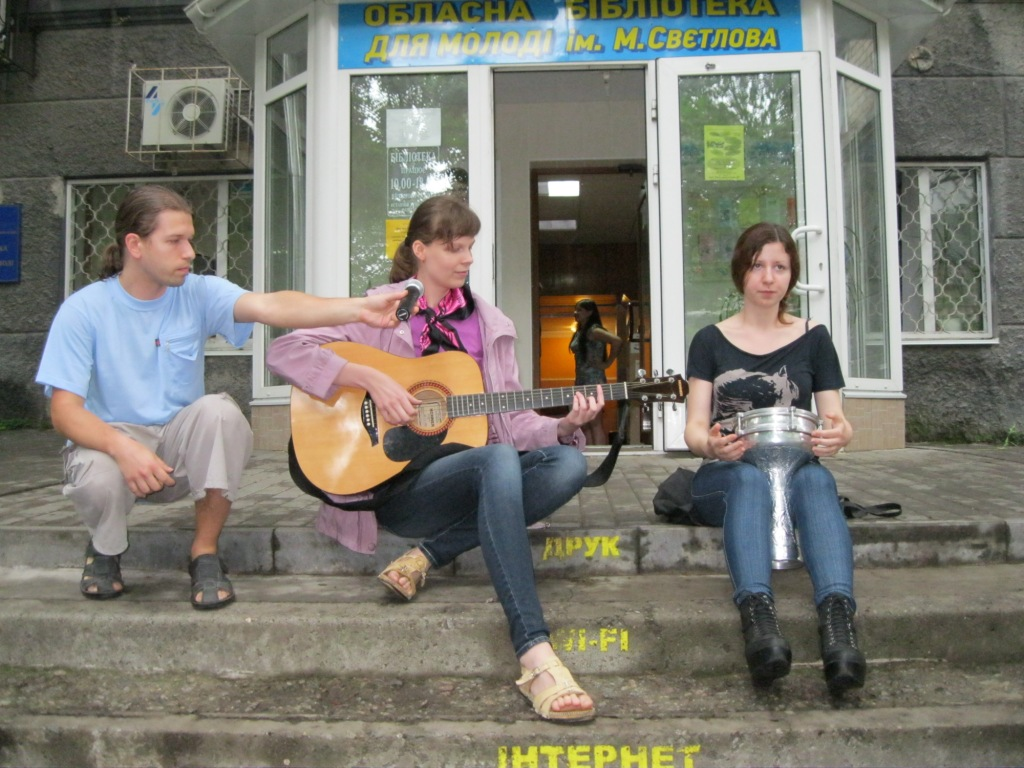
Бібліотека підтримує талановиту молодь.

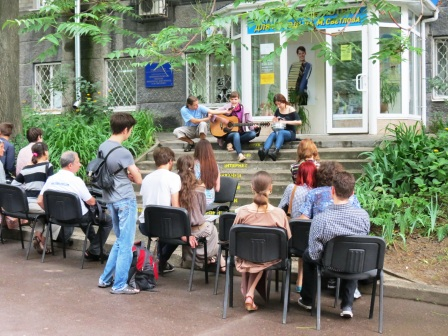
Юні таланти виступають з бібліотечних сходинок.

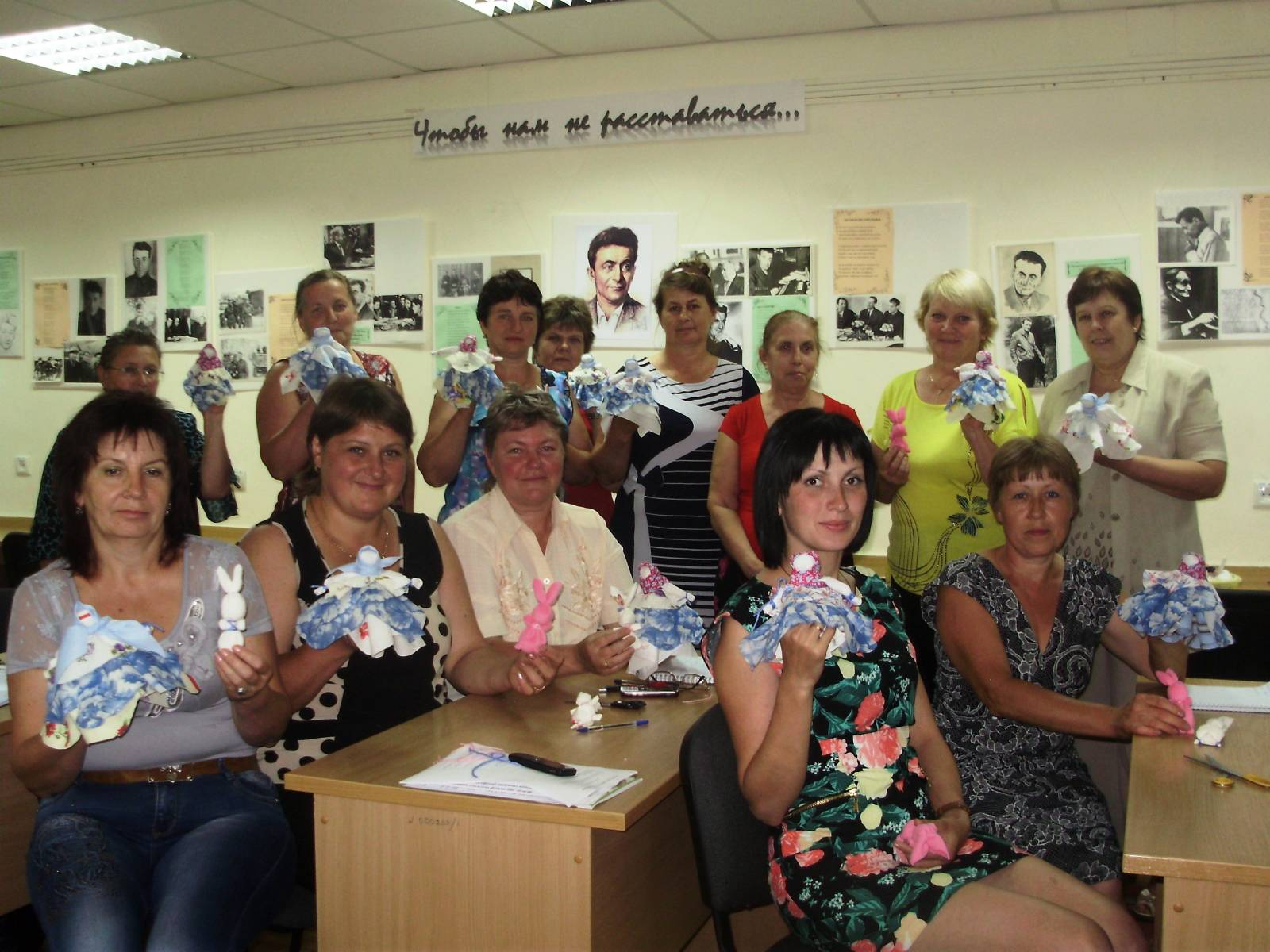
Учасниці арт-студії з ляльками-мотанками.

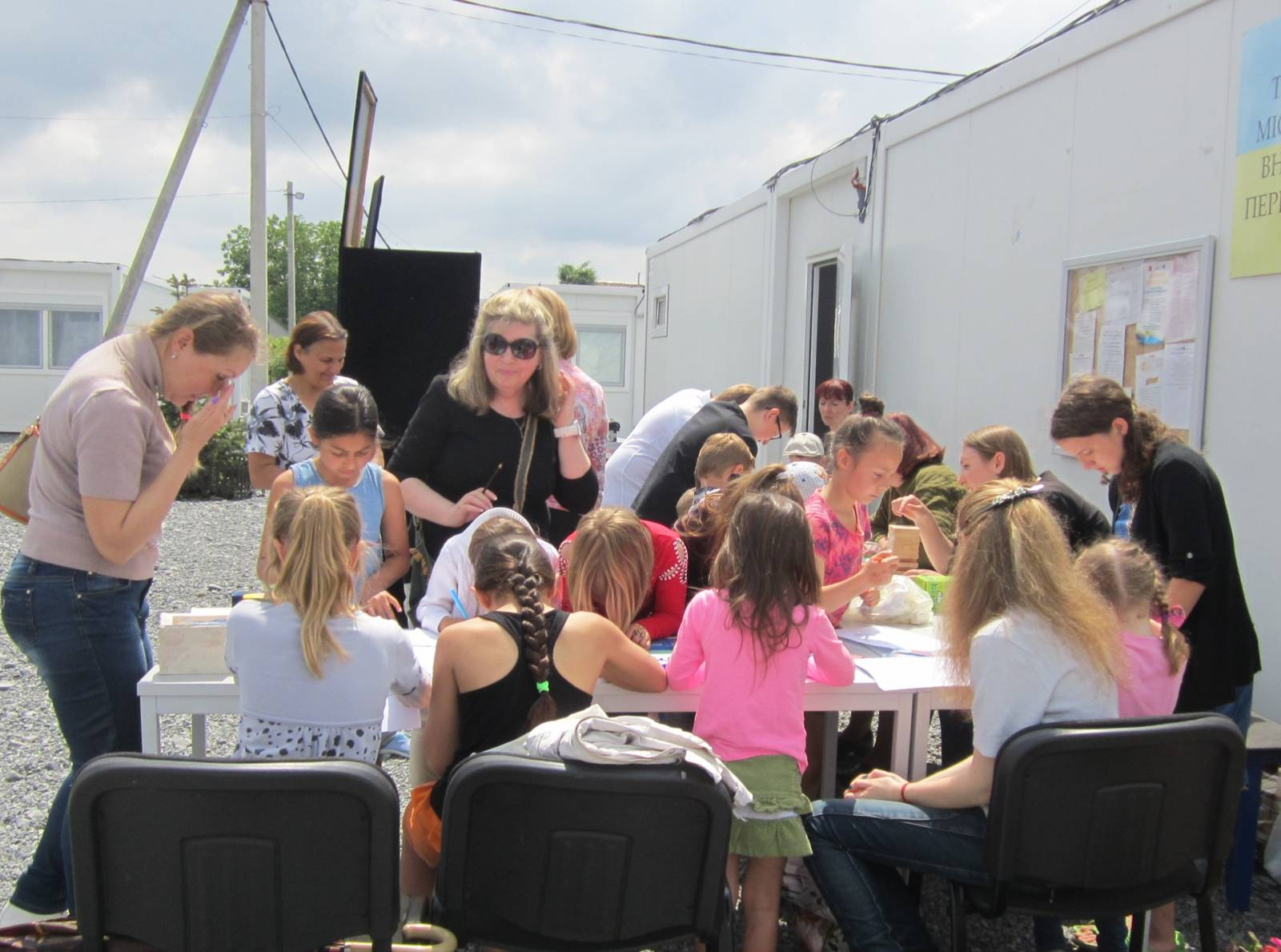
Бібліотека вітає дітей внутрішніх переселенців.

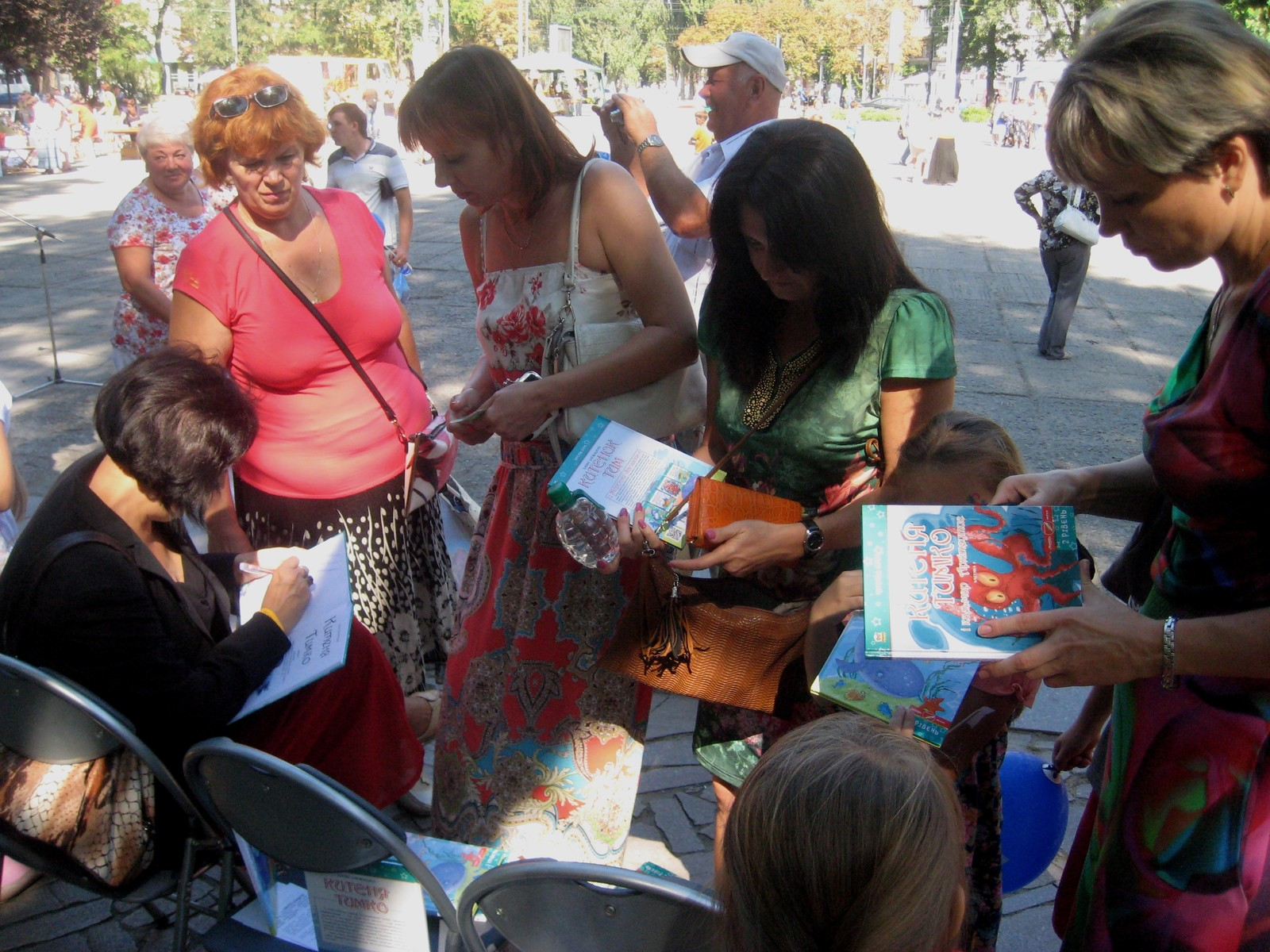
Бібліотека популяризує книги

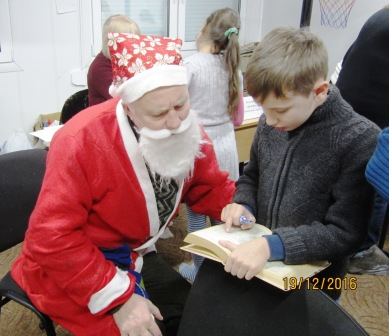
У транзитному містечку для внутрішньо переміщених осіб.

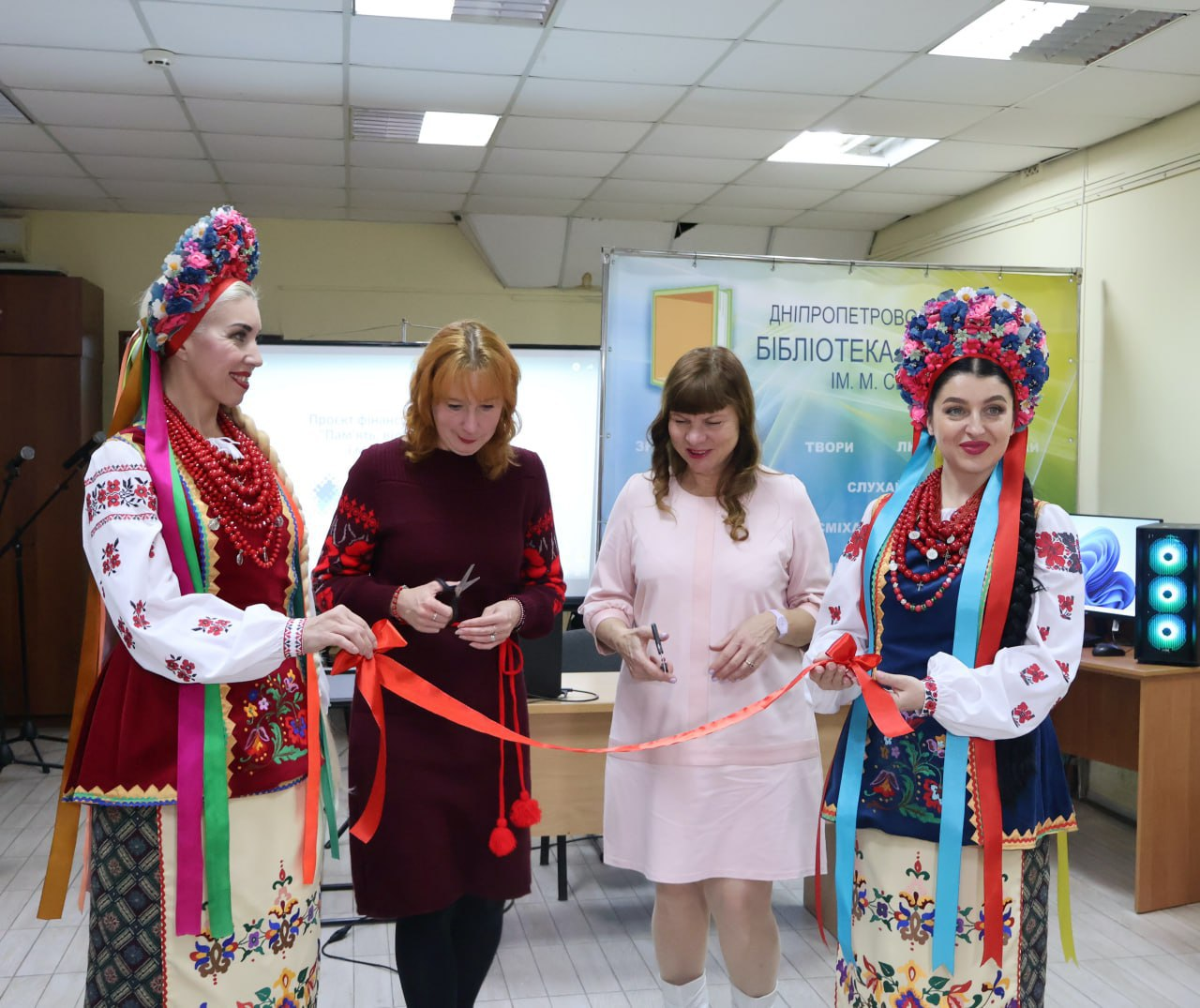
Відкриття СпільноХАБ. Проєкт з Фондом EVZ

## Історія

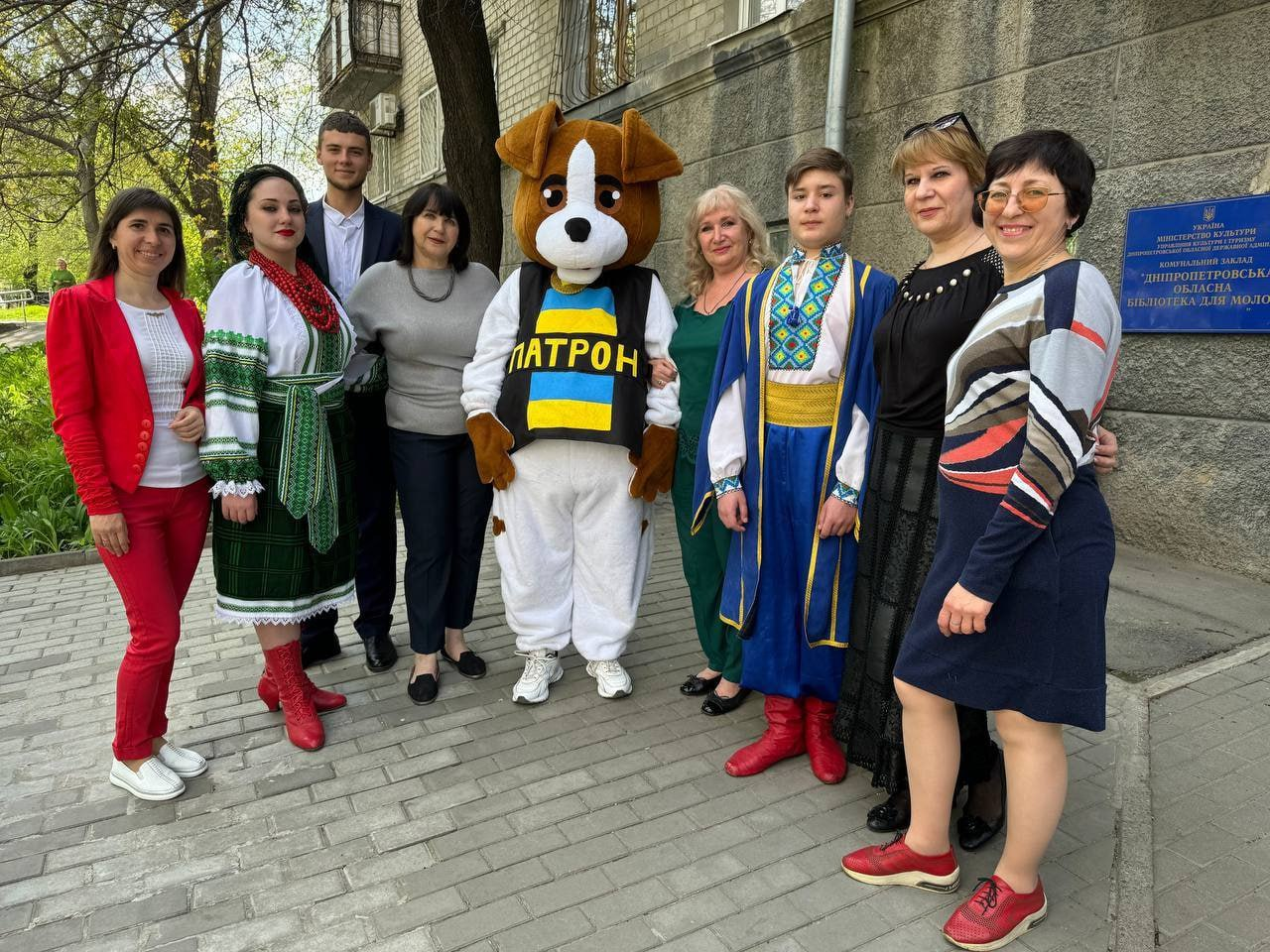
Перший день в СпільноХАБ

Дніпропетровська обласна бібліотека для молоді була заснована як Дніпропетровська міська бібліотека для юнацтва на підставі рішення ІV сесії Дніпропетровської міської Ради депутатів трудящих 11-го скликання від 21 листопада 1967 р. та наказу відділу культури міської Ради депутатів трудящих №61 від 15 грудня 1968 р. Бібліотеці було надане приміщення у цокольному поверсі п'ятиповерхового типового житлового будинку за адресою: м. Дніпро, вул. Комсомольська (нині – Старокозацька), 60, де вона розташована і понині. Загальна площа приміщень бібліотеки на сьогодні складає 1017,7 м2. Роботу з формування фондів та створення матеріальної бази бібліотеки, підбору кадрів було розпочато з 1 січня 1969 р. Обслуговування читачів розпочалося з 4 лютого 1970 р. Кількість користувачів у 1970 р. складала 2432 особи.  Бібліотека мала 2 відділи: абонемент та читальний зал.
Першим директором бібліотеки (1970 – 1972 рр.) була Любов Тимофіївна Расторгуєва. Абонементом завідувала Людмила Іванівна Карамушко, читальним залом – Анастасія Терентіївна Воропай. 29 жовтня 1970 р. бібліотеці присвоєно ім’я поета Михайла Аркадійовича Свєтлова, уродженця м. Катеринослава. 
У 1972 – 1978 рр. директором бібліотеки була Карамушко Людмила Іванівна. Наприкінці 1970-х рр. почали створюватися юнацькі структурні підрозділи в централізованих бібліотечних системах країни. У січні 1977 р. на виконання постанови ЦК КПРС від 8 травня 1974 р. «Про підвищення ролі бібліотек у комуністичному вихованні трудящих і науково-технічний прогрес» було прийняте рішення обласної Ради депутатів трудящих від 13 січня 1977 р., згідно з яким бібліотеку було реорганізовано в обласну бібліотеку для юнацтва, і вона очолила відповідну роботу в Дніпропетровській обл. У структурі бібліотеки було створено нові відділи: науково-методичний, мистецтв, інформаційно-бібліографічний, комплектування й обробки літератури, збереження фондів. 
У 1978 – 1983 рр. роботу бібліотеки очолювала Шмакова Віра Миколаївна. В цей час формувалась мережа юнацьких структурних підрозділів області.  Для юних читачів у бібліотеках області було створено 9 абонементів, 39 кафедр, 713 груп в сільській місцевості. Працівники обласної бібліотеки для юнацтва регулярно виїжджали для надання допомоги районним і сільським бібліотекам в роботі з юними читачами. 
У 1983 – 2001 рр. бібліотеку очолювала Рудик Алла Андріївна, якій у 1990 р. було присвоєно звання заслуженого працівника культури УРСР. У зв’язку з реформою загальноосвітньої школи бібліотека активізувала роботу на допомогу профорієнтації старшокласників. У 1989 р. бібліотека брала участь у виставці досягнень народного господарства України, за що одержала Диплом третього ступеня. Неодноразово бібліотека нагороджувалась Почесними грамотами за активну участь у вихованні молоді. Основними напрямками роботи бібліотеки є національно-патріотичне (у тому числі – краєзнавче), правове, морально-естетичне, сімейне, екологічне виховання, формування здорового способу життя, інформаційної культури. 
З 1992 р. – обласна бібліотека для молоді ім. Михайла Свєтлова.  Розпочалась робота зі створення електронної бази даних на статті із періодичних видань з питань історії України, народознавства та українського літературознавства. Завдяки можливостям комп'ютерної техніки розширилась видавнича діяльність бібліотеки.
З 2001 р. бібліотеку очолює Матюхіна Ольга Леонідівна. Сьогодні бібліотека є осередком духовного, творчого спілкування юнаків та дівчат, інформаційним центром з питань державної молодіжної політики, освіти, професійної орієнтації, правового захисту, здорового способу життя та розвитку творчого потенціалу молоді.
В 2025 р. рішенням 25 сесії Дніпропетровської обласної ради. 8 скликання змінено назву комунального закладу „Дніпропетровська обласна бібліотека для молоді ім. М. Свєтлова” (місцезнаходження: вул. Старокозацька, 60,   м. Дніпро, Дніпропетровська область, 49006, Україна) на комунальний заклад „Дніпропетровська обласна бібліотека для молоді” Дніпропетровської обласної ради”.

## Структура бібліотеки
У структурі бібліотеки працюють 9 відділів: читальний зал, абонемент, відділ мистецтв, відділ комплектування та нових надходжень, відділ зберігання книжкового фонду, інформаційно-бібліографічний відділ, на базі якого діє Молодіжно-інформаційний центр, відділ репрографії та комп’ютеризації бібліотечних процесів, у складі якого діє медіа-інформаційний центр, відділ методико-соціологічної роботи та сприяння соціалізації молоді, відділ матеріально-технічного постачання. Всі структурні підрозділи будують свою роботу на основі вивчення і задоволення проблем молоді, молодіжної субкультури, психологічних і вікових особливостей, інформаційних потреб. З урахуванням цих факторів створюється система обслуговування молодих користувачів, формування інформаційної культури, ведеться пошук цікавих форм залучення їх до книги, читання, змістовного дозвілля. 
Бібліотека сприяє участі талановитої молоді Дніпропетровщини у Всеукраїнських та обласних літературних конкурсах. Головними напрямками діяльності читального залу є національно-патріотичне, краєзнавче та правове виховання молоді. Абонемент визначив основним напрямком підтримку сімейного читання на допомогу молодим родинам. Відділ обслуговування користувачів має найбільшу серед бібліотек області фонотеку, постійно зростає кількість електронних носіїв інформації, здійснюється популяризація творчості діячів мистецтв та народних майстрів України і Дніпропетровщини. Відділ репрографії та комп'ютерних послуг, у складі якого діє медіа-інформаційний центр, надає користувачам вільний доступ до Інтернету та послуги з роздрукування, ксерокопіювання, сканування документів, надаються консультації з роботи на комп'ютерній техніці (відділ має 5 комп'ютерів з доступом до Інтернету). За ініціативи Молодіжного Інформаційного Центру 2020 року Дніпропетровська обласна бібліотека для молоді стала офіційним хабом Національного проєкту «Дія. Цифрова освіта». Проєкт надає вільний доступ кожному громадянину до навчання цифрової грамотності. Користувачі бібліотеки можуть ефективно та безпечно використовувати сучасні цифрові технології в роботі та навчанні, в професійному та особистісному розвитку.

## Фонди бібліотеки
Фонди книгозбірні універсальні. Загальний обсяг фондів станом на 01.01.2017 складає 193 789 примірників, у тому числі: книги – 129 151 прим., періодичні видання – 48 921 прим., електронні видання – 1 630 прим., аудіовізуальні видання – 14 087 прим. Окремо виділений фонд цінних видань. 
Інформаційно-пошуковий апарат є системою, що складається як з традиційних паперових, так і з електронних каталогів, картотек та баз даних (зокрема, каталоги книг, нотних видань у традиційній та електронній формах). У бібліотеці ведеться 5 електронних каталогів. Починаючи з 2001 р. відділ комплектування веде електронний каталог у програмі САБ «ІРБІС-64». До каталогу внесено більш ніж 30 тис. записів, здійснюється ретроконверсія. З 2003 р. ведеться робота зі створення електронного каталогу на книги та нотні видання. Інформаційно-бібліографічний відділ веде спеціалізований електронний каталог «Молодь третього тисячоліття». У відділі мистецтв створений електронний каталог аудіо CD (електронних аудіо видань). Бібліотека є учасником проекту корпоративної каталогізації «Придніпровський корпоративний каталог». 
18 грудня 2013 р. у складі відділу репрографії та комп’ютеризації бібліотечних процесів було відкрито медіа центр, який надає користувачам доступ до Інтернету.
Станом на 01.01.2017 загальна кількість користувачів бібліотеки склала 18 218 осіб, у тому числі за єдиною реєстраційною картотекою – 13,1 тис. осіб, кількість відвідувань – 86 683, книговидач – 377 601. Кількість бібліотечних працівників налічує 34 фахівця. У бібліотеці працюють 11 молодіжних клубів літературного, правового, психологічного, естетичного, медіа просвітнього спрямування. Бібліотека співпрацює з партнерськими організаціями та закладами.

## Науково-методична діяльність бібліотеки
Обласна бібліотека для молоді є інформаційно-консалтинговим центром для бібліотек області, що працюють з юнацтвом та молоддю. Фахівці закладу здійснюють інформаційне та довідкове забезпечення, збір, обробку та аналіз даних про розвиток окремих бібліотек та бібліотечної системи в цілому, надають консультативно-методичну допомогу бібліотекам в організації обслуговування молодих користувачів. Проводяться різноманітні соціологічні дослідження. З метою підвищення професійної компетентності бібліотекарів, інноваційного розвитку бібліотечної справи в регіоні проводяться обласні наради, семінари, школи професійної майстерності. Бібліотека неодноразово брала участь у написанні грантових проектів, програмах розвитку: програмі «Дім, де зігріваються серця» від Міжнародного фонду «Відродження» (1997 р.), проекті комп'ютеризації бібліотек від Фонду Білла і Мелінди Гейтс (2013 р.) та ін. 
15 листопада 2024 у бібліотеці відкрили «СпільноХаб» – сучасний багатофункціональний центр, який об'єднує IT-зону з інтерактивним екраном, віртуальними шоломами та геймерським комп'ютером, Makerspace для творчих занять, затишну релакс-зону, а також сімейний простір. Проєкт реалізовано завдяки гранту у розмірі 30 000 євро, отриманому за програмою "ЄМістечко – простір для кожного в Україні!" від німецького фонду EVZ. Ця ініціатива спрямована на розвиток соціальної згуртованості та підтримку громад у складні часи.
Бібліотека представлена у мережі Інтернет.    
2014 р. було створено та постійно поповнюється вебсайт Дніпропетровської обласної бібліотеки для молоді. На його сторінках висвітлюються бібліотечні заходи, цікавий досвід роботи, подаються новини та анонси, афіші подій, популяризуються нові надходження, розміщуються віртуальні виставки, видання бібліотеки, надається інформація щодо конкурсів та грантів, користувачі можуть взяти участь в анкетуваннях тощо.  
Бібліотека представлена у соцмережах, має 2 блоги: «БібліоФішка [Архівовано 30 січня 2017 у Wayback Machine.]» та “SimplyEnglish [Архівовано 11 лютого 2017 у Wayback Machine.]”. Бібліотека є членом Дніпропетровської бібліотечної асоціації.

## Контакти
Поштова адреса бібліотеки: 49000, м. Дніпро, вул. Старокозацька, буд. 60. 
Адреса вебсайту: http://dobm.dp.ua/ [Архівовано 15 червня 2021 у Wayback Machine.].